# Gianluca Luppi
Gianluca Luppi (né le 23 août 1966 à Crevalcore dans la province de Bologne en Italie) est un ancien joueur et désormais entraîneur de football italien.

## Biographie

### Joueur
Au niveau de sa carrière de club, il commence sa carrière professionnelle dans le grand club de sa province et club formateur du Bologne FC 1909, avant de rejoindre la Juventus.
Il joue ensuite à la Fiorentina, à l'Atalanta, au Ravenne Calcio, à Venise, à Naples et puis Cesena, avant de finir sa carrière à Crevalcore.

### Entraîneur
Après sa retraite de joueur, il devient l'entraîneur assistant de Bologne pour une saison en 2007, avant de prendre en main le Foot Ball Club Unione Venise en 2011.

## Palmarès
- Serie B : (2)
  - Vainqueur : 1987-88 (Bologne) et 1993-94 (Fiorentina).